# Skita

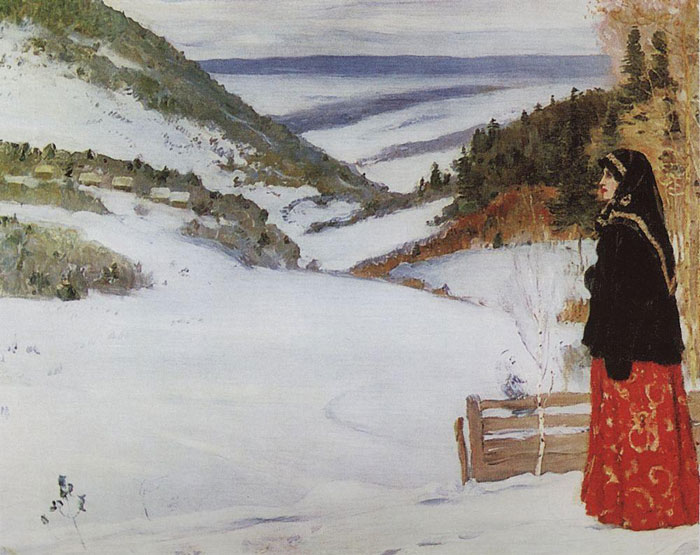
Inverno nello skita, dipinto di Michail Vasil'evič Nesterov, 1904

Uno skita o skete è costituito da un gruppo di eremiti che, seguendo una regola monastica che permette loro di poter meditare in solitudine, sono tuttavia supportati da un'organizzazione che provvede ai loro bisogni materiali e spirituali.
Il nome deriva dal termine greco utilizzato per indicare gli asceti. Uno skita ha solitamente un'area per la preghiera (una chiesa o una cappella), con piccole celle nelle vicinanze per un gruppo ristretto di monaci o suore.
Costituendo un ponte tra il cenobio (il cenobium, ovvero una comunità di monaci e suore che vivevano assieme) e l'eremitismo, all'inizio della cristianità lo skita era uno dei modelli di vita monastica più diffusi. Nei primi secoli dopo Cristo gli uomini e le donne che aspiravano a divenire eremiti o anacoreti dovevano infatti essere prima inviati ad uno skita che li preparasse alla completa solitudine.
Lo skita è caduto quasi del tutto in disuso già dal medioevo presso il Cristianesimo occidentale, salvo che nell'ordine certosino e nella congregazione camaldolese (che ne ripropongono il modello); rimane invece tutt'oggi presente nella tradizione ortodossa.
In russo il termine "skit" indica la struttura, l'insediamento monastico che ospita i seguaci di questa regola.